# Setodes stehri
Setodes stehri är en nattsländeart som först beskrevs av Ross 1941.  Setodes stehri ingår i släktet Setodes och familjen långhornssländor. Inga underarter finns listade i Catalogue of Life.